# Villanueva (kommun i Colombia, La Guajira, lat 10,58, long -73,00)
Villanueva är en kommun i Colombia.   Den ligger i departementet La Guajira, i den norra delen av landet, 700 km norr om huvudstaden Bogotá. Antalet invånare är 23 538. Arean är 265 kvadratkilometer.
Terrängen i Villanueva är varierad.